# Straight Up
Straight Up ist ein Pop/R&B-Lied und ein Nummer-eins-Hit aus dem Jahre 1988 der US-amerikanischen Pop- und R&B-Sängerin und Tänzerin Paula Abdul. Die Single erreichte 1989 Platz 1 der Billboard Hot 100 und brachte Abdul damit den kommerziellen Durchbruch. Das Lied wurde von Elliot Wolff geschrieben und produziert.
Die offizielle Veröffentlichung des Titels war in Deutschland am 6. März 1989, während die Single in den USA bereits am 22. November 1988 herausgebracht wurde. Das Lied ist in der Single-Version 3:51 min. und in der ursprünglichen Version 4:10 min. lang.
Das Lied ist ein Up-tempo-Pop/R&B-Song mit Dance-Elementen. Der synthetische Trompetenklang wurde mit der Roland D-50 erzeugt.

## Geschichte
Straight Up wurde als dritte Single von Abduls Debütalbum Forever Your Girl, nach Knocked Out und (It's Just) The Way That You Love Me veröffentlicht. Da der letztere Song Erfolg in den R&B-Charts hatte, wurde Straight Up schon viele Wochen vor der Veröffentlichung im Radio gespielt. Das Plattenlabel veröffentlichte Straight Up mit den Song (It's Just) The Way That You Love Me auf der B-Seite. Durch diese Strategie gelang ein kommerzieller Erfolg, Straight Up wurde ein Nummer-eins-Hit und es folgten gleich drei weitere Nummer-eins-Hits aus demselben Album.

## Musikvideo
Nachdem das Lied in den Hot 100 populär wurde, begann man mit den Dreharbeiten am Musikvideo. Das Musikvideo ist in Schwarz-Weiß gehalten, Regie führte David Fincher, die Choreografie übernahm Paula Abdul selbst. Sie gewann bei den MTV Video Music Awards 1989 vier Moonmen für das Musikvideo in den Kategorien Bestes weibliches Video, Beste Regie, Beste Choreografie und Bestes Tanzvideo. Im Musikvideo spielte Abduls Freund Arsenio Hall mit, der auch Moderator der Veranstaltung war.

## Kommerzieller Erfolg

### Chartplatzierungen
Straight Up war eine der beliebtesten R&B- und Dance-Singles des Jahres 1989. Die Single blieb sieben Wochen in den Top Ten, neun in den Top 20 und 16 Wochen in den Top 40. Der Erfolg von Straight Up brachte ihr Debütalbum Forever Your Girl in die Top 20 der Billboard-200-Albumcharts. Zwei weitere US-Nummer-eins-Hits aus dem Album, erreichten die Top 5 und wechselten sich vor den Plätzen 2 bis 5 ab (Beide Singles erreichten Platz 2, 3, 4 und 5, jedoch nicht Platz 1). Dieses Wechseln der Top-5-Plätze ging insgesamt 64 Wochen lang, ein bis heute einmaliger Rekord in den Billboard Hot 100. Nach den 64 Wochen erreichte die nächste Single schließlich Platz 1, nach wenigen Wochen folgte dann der nächste Nummer-eins-Hit in den USA. In Kanada wurde die Single ein Nummer-eins-Hit für Paula Abdul. In Australien erreichte die Single Platz 2 der Charts.
| ChartsChartplatzierungen       | Höchstplatzierung | Wochen |
| ------------------------------ | ----------------- | ------ |
| Deutschland (GfK)              | 3 (20 Wo.)        | 20     |
| Österreich (Ö3)                | 8 (14 Wo.)        | 14     |
| Schweiz (IFPI)                 | 3 (16 Wo.)        | 16     |
| Vereinigte Staaten (Billboard) | 1 (25 Wo.)        | 25     |
| Vereinigtes Königreich (OCC)   | 3 (13 Wo.)        | 13     |

| ChartsJahrescharts (1989)      | Platzierung |
| ------------------------------ | ----------- |
| Deutschland (GfK)              | 17          |
| Schweiz (IFPI)                 | 16          |
| Vereinigte Staaten (Billboard) | 4           |
| Vereinigtes Königreich (OCC)   | 31          |

### Auszeichnungen für Musikverkäufe
Das Lied wurde in den USA mit Platin ausgezeichnet, für mehr als zwei Millionen verkaufte Einheiten von Straight Up.
| Land/Region                  | Auszeichnungen für Musikverkäufe (Land/Region, Auszeichnung, Verkäufe) | Verkäufe  |
| ---------------------------- | ---------------------------------------------------------------------- | --------- |
| Kanada (MC)                  | Platin                                                                 | 80.000    |
| Schweden (IFPI)              | Gold                                                                   | 25.000    |
| Vereinigte Staaten (RIAA)    | 2× Platin                                                              | 2.000.000 |
| Vereinigtes Königreich (BPI) | Silber                                                                 | 200.000   |
| Insgesamt                    | 1× Silber · 1× Gold · 3× Platin ·                                      | 2.305.000 |

## Coverversionen
- Straight Up wurde von der Punk-Band Halifax gecovert. Sie nahmen das Cover für ihre Kompilation Punk Goes 80's aus dem Jahre 2005 auf.
- Die philippinische Sängerin Regine Velasquez nahm für ihr Album Covers Vol. 2 aus dem Jahre 2005, eine Coverversion auf.
- Dismantled coverten den Song für ihre EP Breed to Death.
- Das Lied wurde von dem American-Idol-Kandidat Andrew Garcia gecovert. Das YouTube-Video von Garcias Auftritt wurde bislang über 2,9 Millionen Mal aufgerufen und angesehen.
- Das Lied wurde 2008 von der Gypsy-Jazz-Band The Lost Fingers in ihren Album Lost in the 80s gecovert.
- 2014 erschien eine Coverversion auf dem Album Are we not Men? We are Diva! der Punkrock-Band Me First and the Gimme Gimmes.
- Den Refrain kann man im Lied Work Out des Künstlers J.Cole wiederfinden